# Kung Tayo'y Magkakalayo
Kung Tayo'y Magkakalayo é uma telenovela filipina produzida e exibida pela ABS-CBN, cuja transmissão ocorreu em 2010.

## Elenco
- Kris Aquino - Celine J. Crisanto
- Kim Chiu - Gwen Marie "Gwen" Crisanto-Castillo
- Gerald Anderson - Robbie Castillo
- Gabby Concepcion - Steve Sebastian
- Albert Martinez - Francisco "Frank" Crisanto
- Coco Martin - Ringgo Quijano Crisanto